# Smokestack Lightning/You Can't Be Beat
Smokestack Lightning/You Can't Be Beat è un singolo di Howlin' Wolf, pubblicato su ceralacca a 78 giri e su vinile a 45 giri nel 1956 dalla Chess Records

## Descrizione
Il brano sul lato A, Smokestack Lightning, anche noto come Smoke Stack Lightning o Smokestack Lightin', venne incluso negli album Moanin' in the Moonlight (1959) e The Howlin' Wolf Album (1969). Considerata una delle canzoni più note e influenti di Howlin' Wolf, è stata poi reinterpretata da numerosi artisti, tra cui Grateful Dead, The Yardbirds e Soundgarden.
Nel 1999 ricevette Grammy Hall of Fame Award per la sua importanza nella storia della musica. Nel 2004 la rivista statunitense Rolling Stone l'ha inserito al 291º posto nella lista 500 Greatest Songs of All Time. È stato anche incluso dalla Rock and Roll Hall of Fame nella lista 500 Songs That Shaped Rock and Roll. Nel 2009 il brano è stato inserito nella National Recording Registry dalla Biblioteca del Congresso come opera da preservare per i posteri.
Nel 2013 fu inserito nella colonna sonora del film The Wolf of Wall Street, diretto da Martin Scorsese, e fu uno dei 16 brani tra i 60 presenti nella pellicola ad essere inserito nell'album The Wolf of Wall Street: Music from the Motion Picture, pubblicato nello stesso anno da Virgin Records.

## Tracce
LATO A
1. Smokestack Lightning (Chester Burnett)

LATO B
1. You Can't Be Beat (Chester Burnett)